# Hrvatski malonogometni kup 1995./96.
Hrvatski malonogometni kup za sezonu 1995./96. je osvojila Uspinjača iz Zagreba.

## Rezultati

### Četvrtzavršnica
| klub1                  | rez      | klub2                    |
| ---------------------- | -------- | ------------------------ |
| Square Dubrovnik       | 3:6, 5:7 | Foto Ante Stojan Split   |
| OC Gvozdanović         | 4:3, 1:5 | Oktogon Pivnica Z Zagreb |
| Promet Orkan Zagreb    | 3:8, 4:7 | Uspinjača Zagreb         |
| Petrinjčica (Petrinja) | 4:2, 5:6 | Truman - Picasso Split   |

### Poluzavršnica
| klub1                  | rez        | klub2                    |
| ---------------------- | ---------- | ------------------------ |
| Foto Ante Stojan Split | 11:10, 3:4 | Uspinjača Zagreb         |
| Petrinjčica (Petrinja) | 3:3, 3:0   | Oktogon Pivnica Z Zagreb |

### Završnica
| klub1                  | rez       | klub2            |
| ---------------------- | --------- | ---------------- |
| Petrinjčica (Petrinja) | 5;4, 3:11 | Uspinjača Zagreb |

## Poveznice
- 1. HMNL 1995./96.